# 吉そば
吉そば（よしそば）は立ち食いそば・うどんチェーン店である。運営は株式会社ノア（東京都目黒区中根）が行っている。

## 概要
東京都区内に13店舗を展開している。蕎麦粉や野菜は国産のものを使用している。

## 店舗
- 中目黒店
- 四谷店
- 銀座本店
- 渋谷店
- 高田馬場店
- 五反田店
- 池尻大橋店
- 赤坂店
- 西新橋店
- 不動前店
- 日本橋店
- 代々木店
- 代々木駅前店
- 原宿店

### 過去の店舗

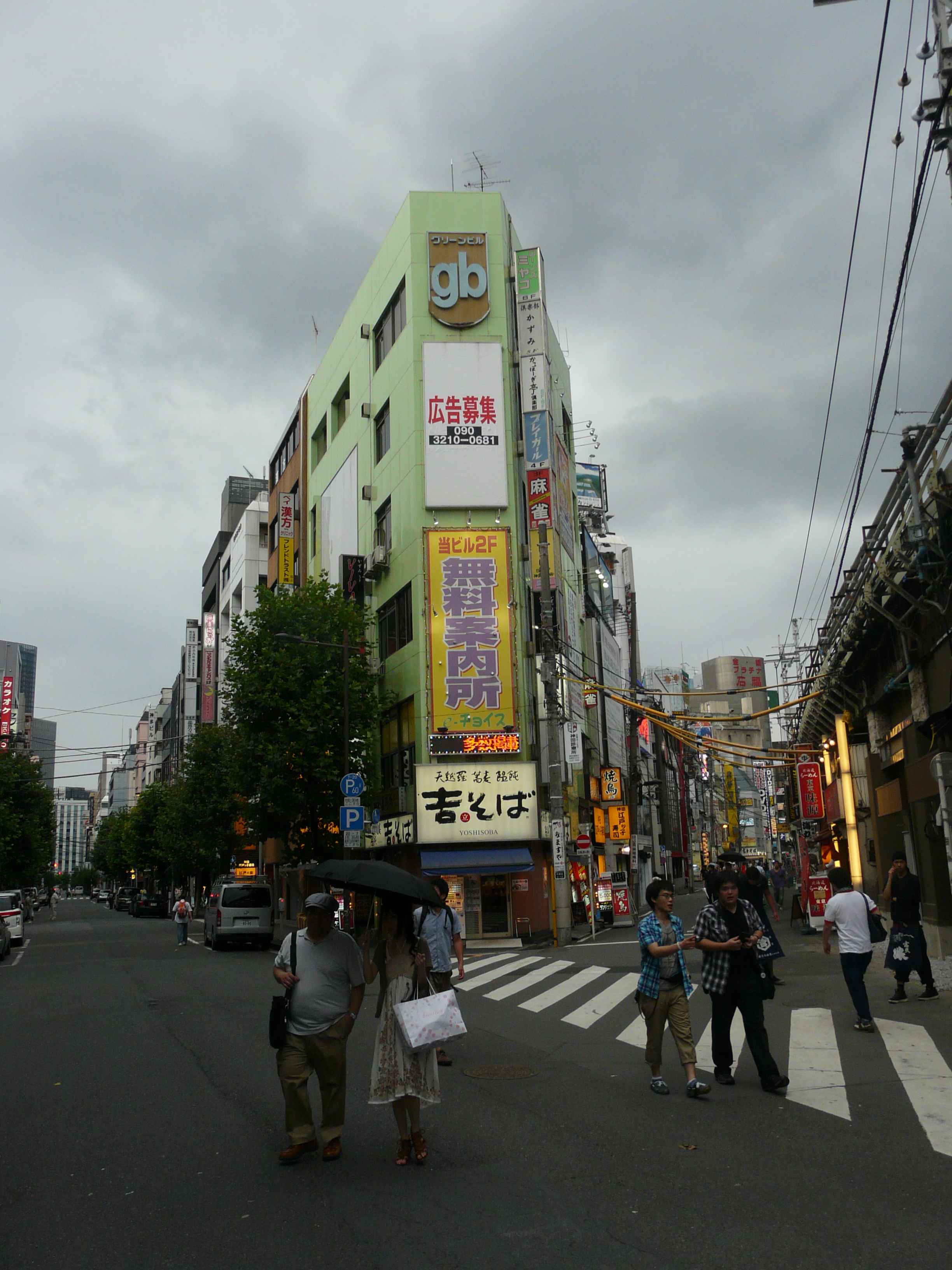
神田店

- 神田店

## その他
運営会社の株式会社ノアは、都内で音楽教室、ダンススクール、カラオケルーム、貸会議室、各種飲食店など、幅広く事業を展開している。